# Pescher
Pescher – miejscowość i gmina we Francji, w regionie Nowa Akwitania, w departamencie Corrèze.
Według danych na rok 1990 gminę zamieszkiwało 249 osób, a gęstość zaludnienia wynosiła 22 osoby/km² (wśród 747 gmin Limousin Pescher plasuje się na 392. miejscu pod względem liczby ludności, natomiast pod względem powierzchni na miejscu 529.).